# Ordinariato di Polonia

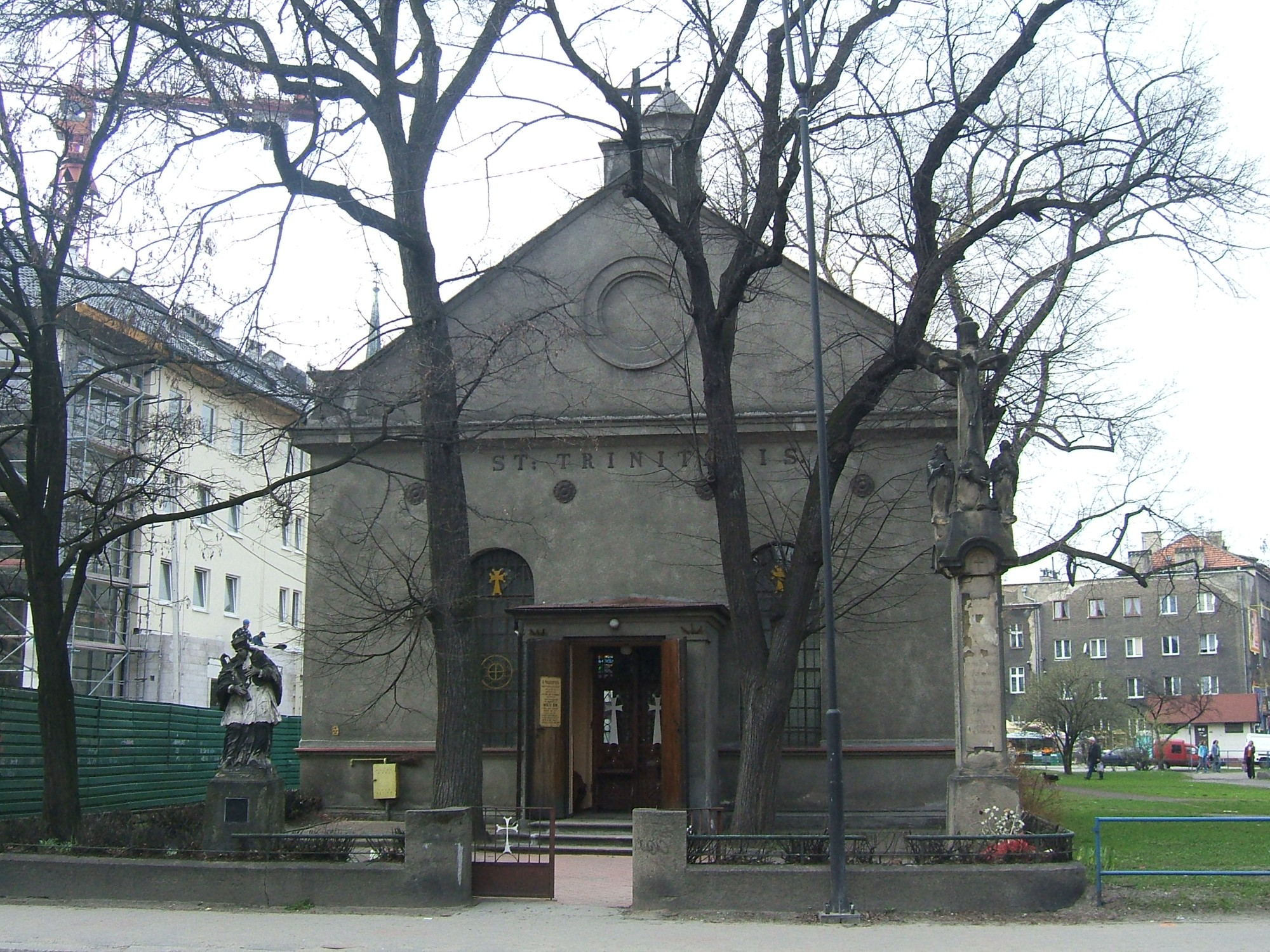
Chiesa parrocchiale della Santissima Trinità a Gliwice.

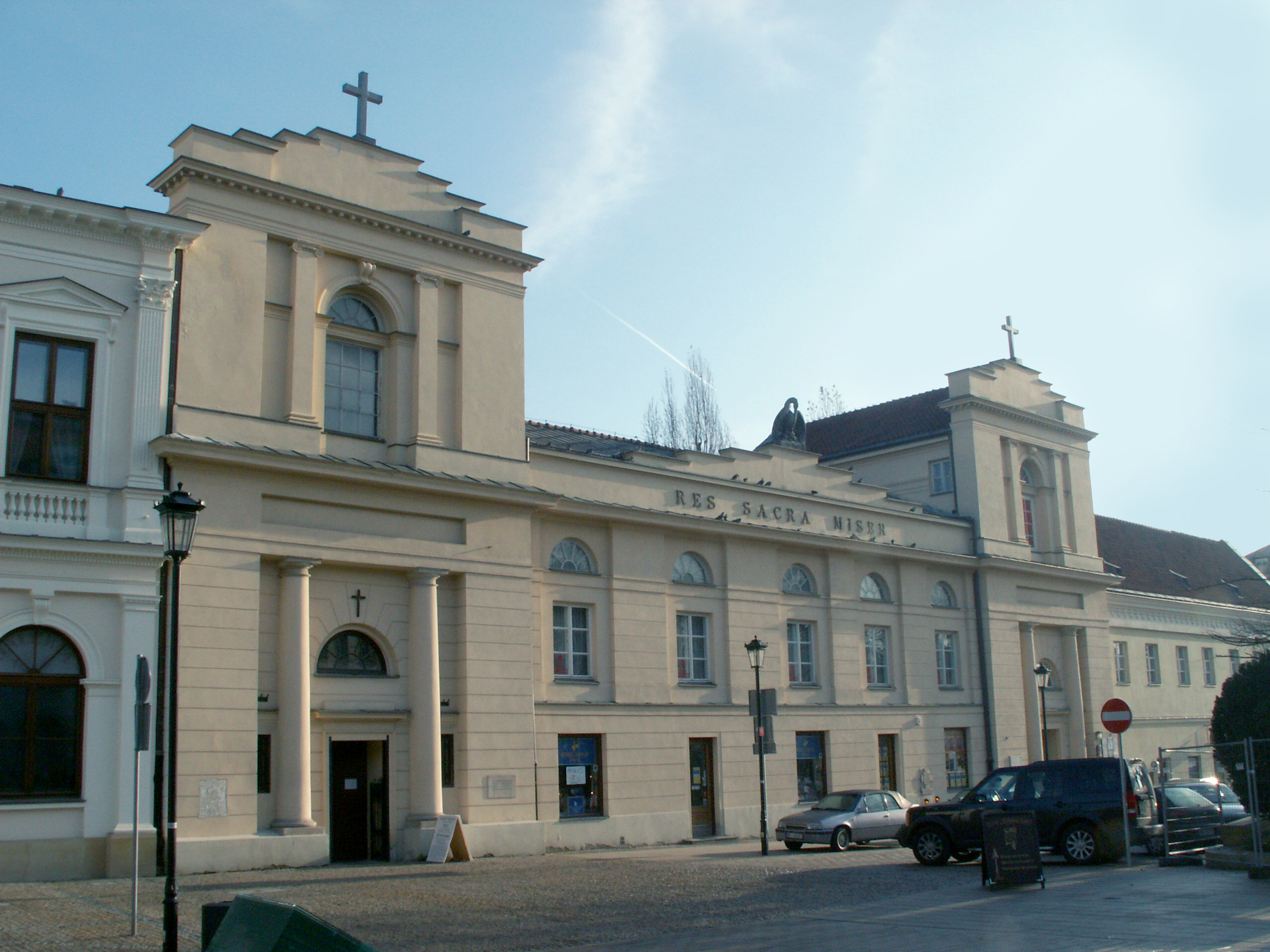
Chiesa parrocchiale di San Gregorio di Narek a Varsavia.

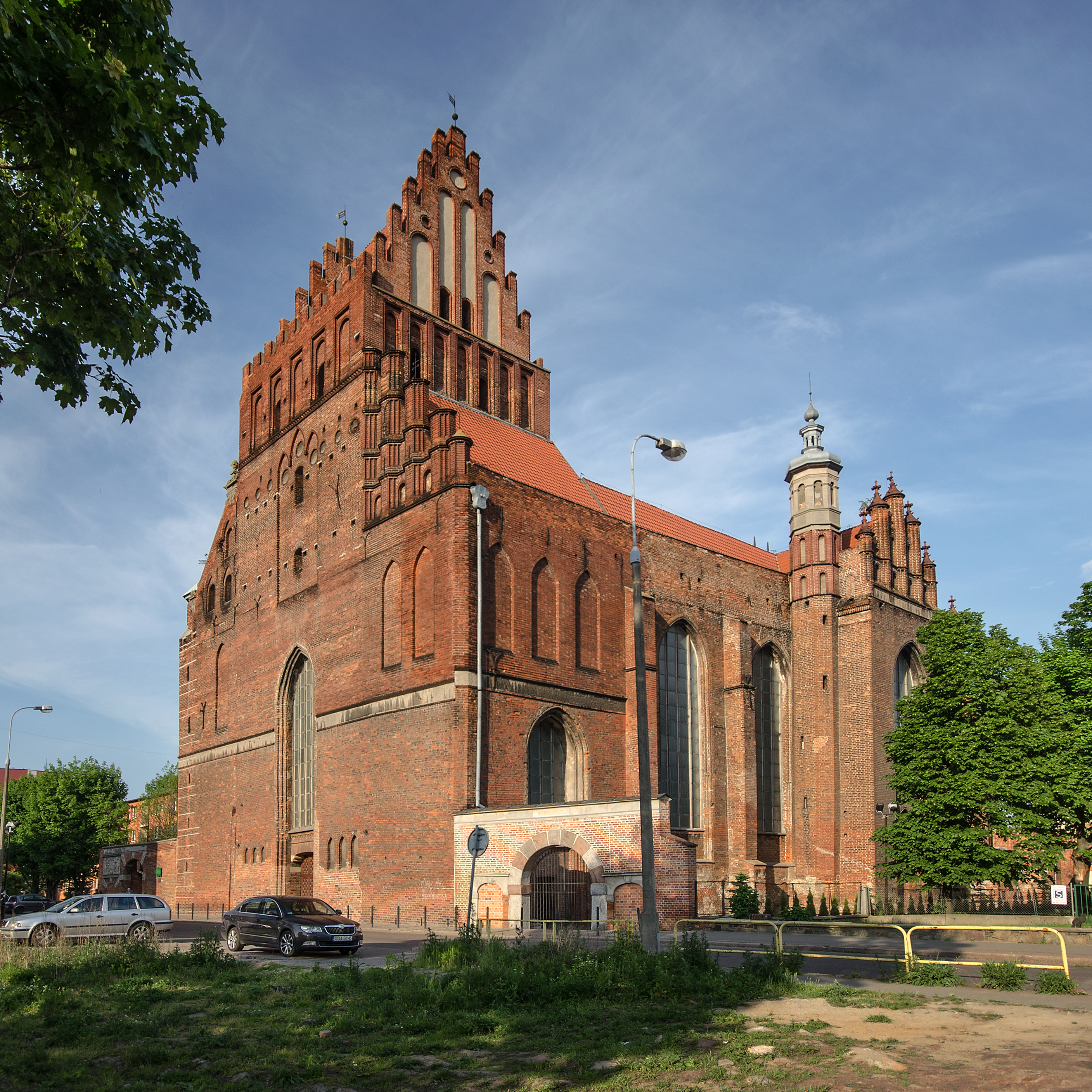
Chiesa parrocchiale dei Santi Pietro e Paolo a Danzica.

L'ordinariato di Polonia per i fedeli di rito orientale (in latino Ordinariatus Poloniae) è una sede della Chiesa cattolica in Polonia. Nel 2023 contava 685 battezzati. È retto dall'arcivescovo Adrian Józef Galbas, S.A.C.

## Territorio
La giurisdizione dell'ordinariato si estende su tutti i fedeli di rito orientale che vivono in Polonia, ad eccezione dei fedeli di rito bizantino.
La Chiesa greco-cattolica ucraina, infatti, ha in Polonia diocesi proprie, mentre i fedeli della Chiesa cattolica di rito bizantino-slavo in Polonia (neouniati) sono affidati alla cura pastorale del vescovo di Siedlce.
La maggioranza dei fedeli appartiene alla Chiesa armeno-cattolica.
Dal 20 novembre 2009 l'ordinariato ha giurisdizione sulle seguenti 3 parrocchie:
- Santissima Trinità a Gliwice;
- San Gregorio di Narek a Varsavia;
- Santi Pietro e Paolo a Danzica.

## Storia
L'ordinariato di Polonia per i fedeli di rito bizantino e armeno fu eretto il 18 settembre 1981.
Il 16 gennaio 1991, in seguito alla nomina del nuovo eparca di Przemyśl, con cui si ripristinava la gerarchia propria della Chiesa greco-cattolica ucraina in Polonia dopo una lunga vacanza a causa del regime comunista, la giurisdizione dell'ordinariato fu ridimensionata ed esso assunse il nome attuale.
Il 25 marzo 1992 nell'ambito della riorganizzazione delle diocesi polacche voluta da papa Giovanni Paolo II con la bolla Totus tuus Poloniae populus, l'ordinariato di Polonia è entrato a far parte della provincia ecclesiastica di Varsavia.
Dal 2007 anche i fedeli della Chiesa cattolica di rito bizantino-slavo (Chiesa neouniate) sono stati sottratti all'ordinariato e affidati alla cura pastorale del vescovo latino di Siedlce.
Di fatto, perciò, essendo ormai state escluse tutte le parrocchie di rito bizantino, la giurisdizione dell'ordinario si esercita solo su quelle di rito armeno.

## Cronotassi dei vescovi
Si omettono i periodi di sede vacante non superiori ai 2 anni o non storicamente accertati.
- Józef Glemp † (18 settembre 1981 - 9 giugno 2007 ritirato)
- Kazimierz Nycz (9 giugno 2007 - 8 marzo 2025 ritirato)
- Adrian Józef Galbas, S.A.C., dall'8 marzo 2025

## Statistiche
L'ordinariato nel 2021 contava 677 battezzati.
| anno | popolazione | popolazione | popolazione | presbiteri | presbiteri | presbiteri | presbiteri                | diaconi | religiosi | religiosi | parrocchie |
| anno | battezzati  | totale      | %           | numero     | secolari   | regolari   | battezzati per presbitero | diaconi | uomini    | donne     | parrocchie |
| ---- | ----------- | ----------- | ----------- | ---------- | ---------- | ---------- | ------------------------- | ------- | --------- | --------- | ---------- |
| 2009 | 600         | ?           | ?           | 3          | 3          |            | 200                       |         |           |           | 1          |
| 2013 | 670         | ?           | ?           | 3          | 3          |            | 223                       |         |           |           | 3          |
| 2016 | 670         | ?           | ?           | 3          | 3          |            | 223                       |         |           |           | 3          |
| 2019 | 670         | ?           | ?           | 2          | 2          |            | 335                       |         |           |           | 3          |
| 2021 | 677         | ?           | ?           | 2          | 2          |            | 338                       |         |           |           | 3          |
| 2023 | 685         | ?           | ?           | 2          | 2          |            | 342                       |         |           |           | 3          |